# Ukraiinka, Vilneansk
Ukraiinka (în ucraineană Українка) este un sat în comuna Drujeliubivka din raionul Vilneansk, regiunea Zaporijjea, Ucraina.

## Demografie
Componența lingvistică a localității Ukraiinka
     Ucraineană (86,61%)
     Rusă (13,39%)
Conform recensământului din 2001, majoritatea populației localității Ukraiinka era vorbitoare de ucraineană (86,61%), existând în minoritate și vorbitori de rusă (13,39%).